# Caton (vaisseau, 1777)
Pour les articles homonymes, voir Caton.
Le Caton est un ancien vaisseau de 64 canons de la Marine française, lancé en 1777.

## Histoire

### Carrière française
En 1780, le Caton, fait partie de l'escadre sous les ordres du comte de Guichen, son capitaine est le comte de Framond. Le Caton est par la suite rattaché à l'escadre commandée par le comte de Grasse. Elle prend part à la bataille de la Martinique le 17 avril 1780, ainsi que dans les deux engagements du 15 et du 19 mai 1780.
À la bataille de Fort-Royal, le 29 avril 1781, le Caton est l'un des quatre navires venus en renforts à l'escadre sous le comte de Grasse, aux côtés de Victoire, Réfléchi et Solitaire. Il prend part à la bataille de la baie de Chesapeake le 5 septembre 1781.
Le 9 avril 1782, le Caton fait partie de l'avant-garde chargée d'engager le combat avec la flotte anglaise poursuivant la flotte française. Durant l'affrontement, le vaisseau subit des avaries. Le 10 avril 1782, durant la bataille des Saintes, le Caton se retrouve sousventé et le capitaine de Framond demande des renforts. Malgré l'envoi d'une frégate, Framond décide de mouiller à Basse-Terre sans autorisation de la hiérarchie.  Il ne participe donc pas à la bataille des Saintes. Le 19 avril de la même année, le Caton, aux côtés de quatre autres navires, est pris en chasse par une escadre supérieure numériquement sous Hood et capturé.

### Carrière britannique
Le Caton est donc capturé par la Royal Navy à la bataille du canal de la Mona, et remis en service en tant que le troisième rang HMS Caton. Elle fait voile avec la flotte pour l'Angleterre le 25 juillet 1782 mais est rapportée comme ayant été perdue plus tard dans l'année dans un ouragan au large de Terre-Neuve entre le 16 et le 17 septembre, en même temps que les autres vaisseaux française capturés la Ville de Paris et l'Hector. En réalité, il a eu des difficultés pour atteindre Halifax. 
Le 26 janvier 1783, un petit convoi britannique de huit transporteurs militaires quittent Halifax pour l'Angleterre, accompagnés du Caton et escortés par la frégate de 36 canons HMS Pallas. Le Caton devient plus tard un vaisseau prison hôpital à Plymouth 1798, et est mis hors-service en 1815.